# 공민배
공민배(孔民培, 1954년 1월 8일 ~ )은 대한민국의 공무원 출신 정치인이다. 민선 1·2대 창원시장과 대한지적공사 사장, 경남도립 남해대학 총장을 역임했다.

## 생애
경상남도 창원시 출생으로 마산중학교, 경남고등학교를 거쳐 1973년 경희대학교 행정학과에 입학. 경희대학교 대학원 행정학과 박사 학위를 받았다.
제22회 행정고시에 합격하였다. 민선 1·2기 창원시장이 되었으며 이후 남해대학 총장을 거쳤다. 2012년 대한민국 재보궐선거에서 경상남도지사 민주통합당의 후보가 되었다. 이후 통합진보당의 권영길와 후보 단일화를 하면서 후보에서는 사퇴했다.

## 학력
- 1960년 ~ 1966년 창원초등학교 졸업
- 1966년 ~ 1969년 마산중학교 졸업
- 1969년 ~ 1973년 경남고등학교 졸업
- 1973년 ~ 1978년 경희대학교 행정학과 학사
- 1978년 ~ 1980년 경남대학교 대학원 행정학과 석사
- 1998년 ~ 2001년 경희대학교 대학원 행정학과 박사

## 경력
- 제22회 행정고시 합격
- 내무부
- 경상남도청 지방과 과장
- 경상남도 함양군수
- 대통령비서실 민정비서실
- 제1대 민선 창원시장
- 제2대 민선 창원시장
- 경상남도 시장, 군수 협의회 회장
- 대한지적공사 사장
- 경남도립 남해대학 총장
- 열린우리당
- 더불어민주당
- 더불어민주당 경남도지사 예비후보

## 역대 선거 결과
|  | 30.56% |

|  | 81.59% |

|  | 36.99% |

|  | 27.24% |

| 전임 이계진 | 제16·17대 경상남도 창원시장 1995년 7월 1일 ~ 2002년 6월 30일 | 후임 배한성 |